# Dimos Tanagra
Dimos Tanagra (Tanagra) är en kommun i Grekland.   Den ligger i prefekturen Nomós Voiotías och regionen Grekiska fastlandet, i den sydöstra delen av landet, 40 km nordväst om huvudstaden Aten. Antalet invånare är 21 156.